# Hans Fritsch (Schriftsteller)
Hans Fritsch (* 28. Mai 1882 in Wien; † 3. Juli 1950 in Gisingen, Vorarlberg) war ein österreichischer Radiologe und Schriftsteller.
Fritsch studierte an der Universität Wien Medizin und konnte dieses Studium 1907 erfolgreich mit einer Promotion abschließen. Anschließend wirkte er als Assistenzarzt in verschiedenen medizinischen Einrichtungen. Zwischen 1914 und 1924 arbeitete er am Elisabeth-Krankenhaus in Teschen. Parallel dazu war er immer wieder zu Studienaufenthalten an den Röntgeninstituten verschiedener deutscher Universitätskliniken.
1926 ließ sich Fritsch als Arzt in Bielitz nieder und gründete am dortigen Krankenhaus ein Röntgeninstitut. Diese Einrichtung leitete er als Direktor bis 1935. Dann kehrte er nach Österreich zurück und wurde 1939 als Chefarzt an das städtische Krankenhaus in Znaim berufen.
Neben seinen wenigen fachlichen Veröffentlichungen verfasste Fritsch auch einige Kriminalromane, die heute noch als zeitgeschichtliche Dokumente gelten können.
Nach dem Zweiten Weltkrieg ließ sich Fritsch an Gisingen bei Feldkirch nieder. Im Alter von 68 Jahren starb Fritsch am 3. Juli 1950 und fand dort auch seine letzte Ruhestätte.

## Werke (Auswahl)
Fachbücher
- Röntgentherapeutische Merkblätter für den praktischen Arzt. Deuticke, Wien 1925.

Belletristik
- Fu-Gu. Kriminalroman. Bergland-Verlag, Salzburg 1946.
- Das Geheimnis der singenden Schlange. Kriminalroman. Festungsverlag, Salzburg 1947.
- Der Mann mit den fünf Leben. Roman. 1950.
- Mister Carcajou. Kriminalroman. Bergland-Verlag, Salzburg 1940.